# Bor-Nur
Bor-Nur (en rus: Бор-Нур) és un poble (un possiólok) de Calmúquia, a Rússia, segons el cens del 2012 tenia 24 habitants. Pertany al districte municipal de Tróitskoie.